# Sigaloseps ferrugicauda
Espèce
Sigaloseps ferrugicauda est une espèce de sauriens de la famille des Scincidae.

## Répartition
Cette espèce est endémique du Sud de Grande Terre en Nouvelle-Calédonie. Elle se rencontre sur le mont Ouin et le mont Humboldt.

## Étymologie
Le nom spécifique ferrugicauda vient du latin ferrugineus, couleur rouille, et de cauda, la queue, en référence à la coloration roux terne de la queue de cette espèce.

## Publication originale
- Sadlier, Bauer, Wood, Smith, Whitaker, Jourdan & Jackman, 2014 : Localized endemism in the southern ultramafic bio-region of New Caledonia as evidenced by the lizards in the genus Sigaloseps (Reptilia: Scincidae), with descriptions of four new species. Memoires du Museum National d'Histoire Naturelle, vol. 206, p. 79-113.